# 國際勞動基準
國際勞動基準（英語：International labor standards）是指根據國際勞工組織的公約和建議書形成的勞工標準。
大體上勞動基準可區分為三大類:
1. 保護性基準:目的是為了排除特定不為社會所接受之行為或管道，包括:工作時間、安全衛生、就業保障、保險、基本工資、歧視的禁止、同工同酬、弱勢勞工保障。
2. 參與性基準:提供勞、資、政三方共同制定和執行勞動基準的權利、制度和方法，包括:勞工參與、結社自由、團結權的保障和團體協商等。
3. 促進性基準:關係到促進生產力、就業、對抗失業、低度就業和強化勞動市場功能的基準，包括:職業訓練、教育訓練、就業服務、職業復建、勞工行政。[1]

## 國際勞動基準的主要內容
國際勞動基準涉及工人權利和工作條件的各個方面，主要包括以下五個方面。
1. 結社自由與集體談判。
2. 自由選擇就業、禁止強迫勞動。
3. 就業均等和男女同工同酬。
4. 禁止使用童工。
5. 合理的工作條件(包括工資、工時、休息、休假及職業安全衛生等)。

在國際上，對職業安全衛生工作是十分重視的。問題的焦點是已開發國家主張將人權、環境保護和勞動條件納入國際貿易範疇，對違反者予以貿易製裁。例如，1993年在第13屆世界職業安全衛生大會上，歐盟國家代表、德國外長金克爾就提出這樣的提議，這就是轟動一時的“社會條款事件”。所以，藍色貿易壁壘又稱為社會條款壁壘。

### 六項勞動基準及其所屬公約經常被勞動權力條款所涵括
1. 結社自由和組織權(第八十七號公約)
2. 組織與團體協商權(第九十八號公約)
3. 雇用最低年齡(第一三八號公約，或稱童工雇用之禁止)
4. 歧視的禁止(第一○○及一一一號公約)
5. 強迫勞動的禁止(第二十九號跟一零五號公約)
6. 職業安全衛生(有多項公約)

## 國際勞動基準的歷史

### 尚未進入國際勞動基準階段（20世紀以前）
在19世紀之前，有關勞動基準的相關文獻紀錄相當有限，俄國在18世紀初有關工廠奴工(serf labor in factories)的規定是其中之一。19世紀初期，在本國內制訂勞動基準的國家陸續增加，但大多數勞動基準的建立是在19世紀中後期與20世紀初期，其中英國是先鋒，1802年，英國議會通過了現在被稱為英國工廠法。該法案限制學徒的工作時間每天12個小時。之後是西歐國家、英國屬地、東歐國家、拉丁美洲國家，最後是非洲國家與亞洲國家。
各國勞動基準的建立早期主要是針對女性與兒童，對於成年男性的相關保障非常少，此種現象持續至20世紀。事實上，到了19世紀末期，大多數的歐洲國家與英國海外屬地皆已針對工廠中的女性與兒童勞工制訂勞動基準，雖然這些國家的相關立法內容仍或多或少有所差異，但一般來說，兒童工作最低年齡的限制、女性與兒童最高工時的限制、女性與兒童夜間工作的禁止以及女性與兒童從事危險作的禁止幾乎皆已有所規定。
19世紀後半期，透過一系列的國際會議與協議，勞動基準開始由各國自訂標準進展為國際性的標準，不過當時的「國際」指的是西歐的已開發國家。

### 國際勞動基準萌芽階段（戰間期）
1919年，第一次世界大戰結束後，國際勞工標準的議程達成一個新的水平作為國際勞工組織成立的契機。凡爾賽條約第十三部分授權，國際勞工組織是為了解決勞工權利所有可能的方面的議題所創立國際聯盟的一個分支。主要集中在根除奴役和各種形式的強迫勞動的初步努力。
在國際勞工組織之草創初期，透過人道主義者、勞工權利推動者及各會員國之共同努力，根據凡爾賽和約（Treaty of Versailles）勞工憲章內所揭櫫之九項原則，即積極展開各項涉及勞動者基本人權相關公約之草擬及制定。除基於出自人道之考量，而特別關注某些長期被壓制剝削之弱勢勞工成員，諸如童工、女工、青少年勞工、特種勞工及特殊行業勞動者等工作條件之改善外，也慮及第一次世界大戰後之政治安定問題，尤其是蘇俄革命及社會主義之興起，為避免貧富不均所引發之社會動亂，希望經由對勞動者工作環境之改善，來預先防範因所得分配不均所引發之社會問題。當然，在此一階段推動這類勞動基準之努力，也有某些經濟因素之考量在內，尤其是工業先進國家認為，經由對勞動標準之調和，將可避免開發中國家以惡劣勞動條件所生產之低廉貨品，在國際貿易上取得競爭優勢。從而，在這三種不同利益及政策因素之交織考量下，國際勞工組織在此一階段總共通過多達六十七項各類不同之公約，其在這方面之成果是其他國際組織所無法望其項背者。

#### 六十七項公約
在此早期之六十七項公約中，就其保障之主要內容而言，約可分為三大類型：
第一類型是要保障勞動者基本工作條件者，也就是符合前述人道主義者所秉持之理念；
第二類型是希望能形成社會政策之重要工具者，也與前述政治性因素之需求大體相輔相成；
第三類型則是要建構公平之國際勞動基準者，而與前述工業先進國家避免落後國家不當競爭及蒙受經濟上損失之考量大致相符。
至於就所通過公約之絕對數量而言，則一般是以在此一階段最為迫切而亟待解決之勞動議題，諸如工時、基本工資、童工及女工等事項為最主要之規範對象，而與所謂平等權或消弭就業上各類叔視現象較無直接關聯。

#### 第二十九號公約<禁止強迫勞動>
其中較值得注目者是，在一九三○年第十四屆國際勞工大會會議所通過之第二十九號（禁止）強迫勞動公約〔Forced Labour Convention, 1930 (No. 29)〕，明定批准認可之會員國應在最短期間內全面禁絕任何形式之強迫性或強制性勞動，而根據該公約之界定，所謂強制性勞動是指「一切工作或勞役，得自於某種刑罰之威脅，而非出於本人之自願者」而言。

#### 第一○五號公約<廢止強迫勞動>
如後所述，此一公約與在一九五七年第四十五屆國際勞工大會會議所通過之第一○五號廢止強迫勞工公約〔Abolition of Forced Labour Convention, 1957 (No. 105)〕一樣，在一九九四年被國際勞工組織列為核心公約之一，其重要性自是不言而喻，但仍與工作平等理念之追求無涉。從而，在此一萌芽階段中，勞工各類基本勞動條件之保護，才是它建構國際勞動基準之主軸，至於較高層次權利之保障，則只有推遲到另一階段才設法加以實現。
國際勞工組織的誕生，標誌著多個重要的國家走到一起，企圖首先達成普遍工人權利的共識。儘管缺乏任何強迫正規手段，國際勞工組織迫使其原有的44個成員國通過和批准公約限制壓迫勞動力市場的做法。

### 國際勞動基準蓬勃發展階段（冷戰前期）
在第二次世界大戰期間，雖然國際勞工組織未再通過任何公約，但它曾在一九四四年通過「費城宣言」（Declaration of Philadelphia），奠定它在戰後所發揮之更積極角色。根據此一宣言，國際勞工組織繼續保障勞動人權外，更進一步還要涉入引導各會員國經濟及社會政策之任務上，諸如達成充分就業、擴大社會安全體系以保障所有國民均能獲致基本收入、醫療保健制度之擴充、兒童福利及母性保護措施之提供，以及住宅與休閒設施之建構等。從而，嗣後透過該組織所通過各項公約之規範內容，已不再侷限於先前要剷除剝削勞工而維護社會正義（social justice）之範圍，而是要更積極來保障所有個人之經濟、社會、文化、民權及政治權利。在這種情形下，它在戰後配合聯合國在這方面之努力（其詳後述），而陸續制定通過多項保護勞動者基本人權之重量級公約一事，也就是相當順理成章。事實上，由於在此一階段大量新獨立國紛紛擺脫殖民統治而成為該組織之會員國，因此，在充滿理想性之指引下，自然也會對建構更高境界之國際勞動基準一事更趨積極推動。

#### 核心勞動基準
根據統計，在此一為期近三十年之階段，國際勞工組織總共通過接近八十項之公約，仍是所有相關國際組織中表現最為亮麗者，其中在保障基本勞動人權部分，該組織在此一階段總共曾通過六項重要公約，而嗣後成為所謂「核心勞動基準」之重要基石，它們依日期先後分別是：
一九四八年第八十七號結社自由及組織權保障公約〔Freedom of Association and Protection of Rights to Organize Convention, No. 87 (1948)〕；
一九四九年第九十八號組織權及團體協商原則之應用公約〔Right to Organize and Collective Bargaining Convention, No. 98 (1949)〕；
一九五一年第一○○號男女勞工同工同酬公約〔Equal Remuneration Convention, No. 100 (1951)〕；
一九五七年第一○五號廢止強迫勞動公約；
一九五八年第一一一號歧視（就業與職業）公約〔Discrimination (Employment and Occupation) Convention, No. 111 (1958)〕；
一九七三年第一三八號最低年齡公約〔Minimum Age Convention, 1973 (No. 138)〕，
而在這六項公約中，與工作平等理念之達成最有密切關聯者，即是第一○○號及第一一一號兩項公約。然而，該組織在此一階段，顯然較重視另兩項涉及集體勞資關係之第八十七號及第九十八號公約，而且還特別為它們設置相當嚴格之監督機制。

### 國際勞動基準衰退階段（冷戰後期）
在此階段，1975年6月12日國際勞工組織投在其會議給予巴勒斯坦解放組織觀察員地位。美國和以色列的代表走出會議。美國眾議院隨後決定停止基金。美國給予了充分撤回通知於1975年11月6日稱，該組織已被政治化。美國還提出質疑，來自共產主義國家的代表是不是真正的「三方」 - 包括這些國家的經濟結構中政府，工人和僱主 - 。美國退約生效於11月1日1977年。由於美國一直是該組織之最大贊助國，所分攤之會費及各項捐贈要占其全年預算百分之二十五以上，因此，對該組織之財力負擔自然造成不利之影響，而不得不政治層面上降低不必要之抗爭，藉以爭取美國重新申請入會，而美國政府也終在一九八○年首度肯定將重返該國際組織，希望從事體制內之改革。
在此一期間，東西雙方在國際勞工組織內觀念意識衝突之情形，隨著冷戰逐漸結束也得以進一步和緩，而由第三世界會員國主導在前一階段大量製造國際勞動公約之情形已逐漸趨緩。事實上，總計在此二十年期間，總共僅通過三十五項而已，且幾乎皆屬一九八七年理事會（Governing Body）所正式採納第一類（category 1）優先次序公約，已不復再有過去兩個階段興盛之景況。
然而，即使該組織在此一階段並未通過重量級之相關公約，但在與工作平等理念之追求方面，仍有下列幾項公約值得加以注意：

#### 第一五六號公約<家庭責任勞工>
首先，它在一九八一年所通過第一五六號有家庭責任勞工公約〔Workers with Family Responsibilities Convention, 1981 (No. 156)〕，曾特別強調男女兩性勞工在工作生活及家庭生活中，都得以享有均等之機會與待遇，同時，還希望發展及推廣托兒及家庭服務之公私立社區支援網絡服務等。

#### 第一五八號公約<解僱>
其次，它在一九八二年所通過之第一五八號解僱公約〔Termination of Employment Convention, 1982 (No. 158)〕，曾特別提及雇主不得因……種族膚色及請產假等，而任意將勞工解僱。

#### 第一五九號公約<身心障礙者>
最後，它在一九八三年所通過之第一五九號職業復健及僱用（身心障礙者）公約〔Vocational Rehabilitation and Employment (Disabled Persons) Convention, 1983 (No. 159)〕中，首度提及對此一群體成員工作平等權之保障。

### 國際勞動基準重整階段（後冷戰時代）
此一階段，國際勞工組織為了順應九○年代全球政經情勢改變的實際需求，除了一方面致力於後述核心勞動基準之建構外，對其他國際勞動基準之制定已有轉趨和緩之勢，頗能延續它自八○年代後期即已著手進行以較審慎態度制定國際勞動基準之做法。一般而言，在此一重整階段所通過與工作平等理念相關之公約，約有以下數項：

#### 第一八三號公約<母性保護>
首先，是它在二○○○年第八十八屆國際勞工大會會議所通過之第一八三號母性保護公約〔Maternity Protection Convention, 2000 (No. 183)〕，此一公約將產假期間原有之十二週延長至十四週，並將產後強制休假期間延長至六週。至於產婦在產假期間所應獲取之現金給付（cash benefits），則不得少於產前所得之三分之二。此外，本公約還特別強調應保障產婦之就業安全，並樹立不得懷孕歧視之原則。同時，婦女親自哺乳及育嬰減少工時等規定，也在此一公約中特別加以明定。由於此一公約所規定之事項與就業上性別平等有直接之關聯，因此，其重要性事實上並不在前述第一○○號及第一一一號等核心公約之下。

#### 非典型僱用公約
再者，為順應某些所謂「非典型僱用」（atypical employment）形態之興起，該組織在此一階段也先後通過三項相關公約，藉以對從事此類工作之勞動者提供一定程度之最低保障，它們依通過日期之先後分別是：
一九九四年第一七五號部分時間工作公約〔Part-Time Work Convention, 1994 (No. 175)〕；
一九九六年第一七七號在家工作公約〔Home Work Convention, 1996 (No. 177)〕；及
一九九七年第一八一號私立就業機構公約〔Private Employment Agencies Convention, 1997 (No. 181)〕等三項。
一般而言，這些公約都是希望盡量能為這些勞動者在就業歧視、職業安全及衛生、集體勞資關係權利、社會安全保障、職業訓練及母性保護等方面，獲得與一般正常情況全職勞動者相同之待遇，故也與工作平等理念之追求息息相關。事實上，其中第一八一號有關私立就業機構公約之內容，更涉及新興之派遣勞動者（dispatched workers）之工作平等權，對其未來之發展趨勢，實值得進一步加以觀察。

## 國際勞動基準的監督

### 數據來源
國際勞工標準的監測所需的數據的主要來源是國際勞工組織。根據國際勞工組織章程第22條，各成員同意在其上已採取落實公約，給予國際勞工局的年度報告。具體而言，國家的任務是準備一份報告每兩年國際勞工組織和核心勞工標準每五年對所有其他活動公約，這是對公約的申請提交給專家委員會並建議和大會委員會關於標準的應用。對於尚未批准該公約的國家，國際勞工組織章程授權的國家第19條表明其對定期措施他們已經採取措施來落實任何提供一定的公約和建議書，並指出哪些阻礙或延遲批准特定公約的任何障礙。以上所有的結合起來，形成了國際勞工組織的經常監督制度。

### 機制
國際勞工組織還建立了一系列申訴和控告程式，監督各批准公約國家實施公約情況。新的公約由勞工大會通過後，各成員國有義務在1年內、至多18個月內將其呈報主管當局(一般為本國的立法機構)，以便制定法律或採取其他行動。如果立法機關予以批准，由政府以書面形式報告國際勞工局註冊登記。
監督分為一般監督和特殊監督兩種辦法。一般監督是以成員國按照勞工組織章程的規定每年提交的實施公約的報告為基礎的。報告由專家委員會審閱，審閱結果形成專家委員會的報告，提交每年國際勞工大會的公約與建議書實施委員會討論。這種討論構成對公約實施狀況的檢查評判，最後要形成對有關國家要求其改善立法和實踐的建議。
特殊監督包括申訴、控訴和特別控訴3種程式。工會、雇主組織或政府對他們認為違反了已批准公約的國家有權提出申訴或控訴，由國際勞工局理事會受理併成立三方委員會或調查委員會進行審理。特別控訴是專門針對結社自由原則的。成員國無論批准結社自由公約與否，如違背了這一原則，皆可受到“控訴”，由理事會結社自由委員會加以審查。審理結果形成報告，提交理事會討論，要求有關國家採取必要措施以恢復對結社自由原則的尊重。截至2000年12月31日，各國對公約的批准次數已達6858次。國際勞工組織對已批准公約的實施建立了強有力的監督機制。當然，這種國際性監督不可能像國內法律那樣直接有效，但從長遠看，這種監督及製裁也有一定的積極影響。

### 挑戰
然而，國際勞工組織通常依賴於國家的自我報告的數據。分析人士質疑這些數據的來源的質量和中立性。例如，什麼是失業的定義各個國家都有所不同，因此，很難比較數據，並判斷數據質量。
隨著數量不斷增長的國際勞動基準，更需要仔細分析什麼是屬於核心勞動標準，如何確定一國是否是在符合規定，和信息來源的限制。標準化將是必要的，以便能正確和有效的監督勞動基準。

## 國際勞動基準的批評
對國際勞工標準的三種最常見的批評是它們破壞了國際競爭力、蠶食國內政策和社會條款。

### 削弱國際競爭力
國際勞動基準會破壞任何的比較利益，因為得增加勞動力的成本。
有兩方不同的見解:
右派經濟學家認為國際勞動基準扭曲市場力量，從而抑制了就業和收入。
左派經濟學家認為較高的勞工標準並不一定削弱競爭力。更高的勞動標準，提高社會和政治的穩定，從而鼓勵更多的外國投資，而且還提供了對人力資本的投資價值的，可導致效率的提高。

### 蠶食國內政策
每個國家有獨特的經濟和社會氣候的當前狀態，沒辦法用同樣的標準來規範。按理來說，一個國家勞動力市場的失靈，不應該用國際共同的方式來處理。比如童工就是一個很好的例子。確實不應該出現童工，但有的國家如果兒童不工作，經濟成長可能會走的更緩慢，國家就不可能變強，孩子的未來還是沒有希望。因此，很多勞動問題需要以個案去探討。

### 社會條款
近年來，關於國際勞動基準與國際貿易掛鉤，特別是國際貿易協定中引入“社會條款”(A Social Clause)的問題，在國際勞工組織、世界貿易組織以及經合組織(OECD)引起了廣泛關註。所謂“社會條款”，是指在貿易和投資協議中寫入關於保護勞動權、保護環境、保護人權等問題的條款，其中勞工權利是最基本和核心的內容。締約方如果違反該條款，其他締約方可以予以貿易製裁，其目的在於通過貿易製裁來保證有關社會基本權利的實現。
20世紀90年代以來，國際社會對“社會條款”問題的爭論日趨激烈，根本原因在於，冷戰結束後經濟全球化和貿易自由化的迅速發展使發達國家和發展中國家之間長期存在的矛盾明顯加劇。已開發國家片面誇大資本的全球自由流動所造成的發展中國家因勞動成本低廉而具有的“不公平”競爭優勢，主張通過實行“社會條款”保證“公平競爭”。而發展中國家則堅持認為，全球化格局並沒有減少世界經濟的不平等，國際市場日趨激烈的競爭以及新技術革命和產業結構調整的加速，實際上正在導致南北之間更為深刻的社會不公，進一步擴大了貧富差距，在這種情況下推行“社會條款”，只能是對已開發國家有利，因而是不能接受的。關於“社會條款”的辯論，雖未取得共識，但國際社會從1995年在哥本哈根召開的聯合國社會發展問題世界首腦會議到1998年國際勞工大會會議通過的《原則宣言》，對核心勞工標準達成了國際性的協商一致意見，多次重申了國際勞工組織制定和管理有關勞工標準的許可權，肯定了勞動基準不應被利用於保護主義貿易的目的，任何國家的比較優勢都不應受到質疑。從國際力量的對比及實際的情況來看，將核心勞動基準與國際貿易聯繫起來的做法應該是大勢所趨，但是由於已開發國家與開發中國家的發展水平不同，因而給各國帶來的影響也不相同，因此如何保護發展中國家和這些國家工人的權益，是未來亟待解決的問題。

## 外部連結
- International Labour Organization官網（页面存档备份，存于）（英文）
- 國際勞動基準 （页面存档备份，存于） - 財團法人國家政策研究基金會（英文）（中文）（日語）